# IX Equilibrium
IX Equilibrium este cel de-al treilea album de studio al formației Emperor. Părerea generală este că acest album reprezintă un declin, majoritatea considerându-l haotic.
Revista Terrorizer a clasat IX Equilibrium pe locul 2 în clasamentul "Cele mai bune 40 de albume ale anului 1999".

## Lista pieselor
1. "Curse You All Men!" - 04:41
2. "Decrystallizing Reason" - 06:23
3. "An Elegy Of Icaros" - 06:39
4. "The Source Of Icon E" - 03:43
5. "Sworn" - 04:30
6. "Nonus Aequilibrium" - 05:49
7. "The Warriors Of Modern Death" - 05:00
8. "Of Blindness & Subsequent Seers" - 06:48

## Personal
- Ihsahn - vocal, chitară, chitară bas, sintetizator
- Samoth - chitară
- Trym Torson - baterie

## Clasament
| Țara     | Poziția |
| -------- | ------- |
| Finlanda | 36      |